# Sofia Osmani
Sofia Osmani (født 20. marts 1979 i Virum) er en dansk lokalpolitiker fra Lyngby-Taarbæk Kommune og medlem af Det Konservative Folkeparti. Siden 1. januar 2014 har hun været borgmester i Lyngby-Taarbæk, idet hun afløste Venstres Søren P. Rasmussen på posten.

## Opvækst og uddannelse
Osmanis mor er født i Danmark, mens hendes far er født i Indien; forældrene mødte hinanden i London, hvor han studerede ved London School of Economics, og hun var flyttet til London for at arbejde. Derefter flyttede faderen til Danmark som britisk statsborger i 1969. Sofia Osmani er født og opvokset i Virum.
Osmani er uddannet cand.scient.pol. med et speciale fra 2003, som havde titlen Lokaldemokrati i Rumænien : en analyse af det rumænske lokaldemokrati set i et østeuropæisk komparativt perspektiv. Det blev skrevet sammen med Laura Nyholm Christensen.
Hun har arbejdet som specialkonsulent på Danmarks Tekniske Universitet.

## Politisk karriere
Osmani meldte sig ind i Konservativ Ungdom som 14-årig.
Hun kom ind i kommunalbestyrelsen efter kommunalvalget 2001. Ved kommunalvalget 2005 fik Osmani tredjeflest stemmer blandt de Konservative med 548 personlige stemmer, mens hun ved Kommunalvalget 2009 gik tilbage til 468 personlige stemmer,
men blev 2. viceborgmester samt formand for Social- og Sundhedsudvalget. Derudover var hun medlem af Økonomiudvalget og Udviklings- og Strategiudvalget.
Ved valget tabte Det Konservative Folkepartis borgmester Rolf Aagaard-Svendsen posten, hvilket gjorde at han senere i valgperioden valgte at stoppe i aktiv lokalpolitik.
Partiet stod derfor på udkig efter en ny spidskandidat, og i 2013 valgte man Osmani. Hun havde siden 2009 været gruppeformand.
Som De Konservatives spidskandidat fik hun 4582 personlige stemmer ved Kommunalvalget 2013.
Op til valget havde hun profileret partiet på en ambition om at sænke grundskylden og på modstand mod Ring 3 Letbane.
I modsætning til konstitueringen efter Kommunalvalget 2009 konstituerede kommunalbestyrelsen sig udramatisk den 2. december 2013 med Osmani som borgmester,
støttet af socialdemokraten Simon Pihl Sørensen og SF'eren Morten Normann Jørgensen som henholdsvis 1. og 2. viceborgmester.
Ved Kommunalvalget 2017 modtog Osmani 7.147 stemmer,
svarende til godt 23% af de gyldige stemmer.
Ved Kommunalvalget 2021 øgede hun sit personlige stemmeantal til 7.520.
Ved valget fik partiet 46% af kommunens stemmer og 11 ud byrådets 21 mandater. Osmani fortsatte som borgmester. Osmani blev medlem af KL's (Kommunernes Landsforening) bestyrelse for perioden 2022-2026.

## Andre aktiviteter
Siden 2019 har Osmani udgivet politiske kommentarartikler i Berlingske.
I oktober 2021 udgav Osmani børnebogen "Hvem bestemmer? En bog for børn om demokrati og politik" på forlaget Gyldendal med den lokalpolitiske kollega Gitte Kjær-Westermann fra Det Radikale Venstre.
I 2023 blev Osmani optaget i Kraks Blå Bog.

## Privatliv
Osmani er gift, har to piger og er bosat i Ørholm.
Efter konstitueringsaftalen i 2013 udråbte et medie Osmani til "Danmarks første kvindelige borgmester med indvandrerbaggrund."
Prædikatet med indvandrerbaggrund er hun dog ikke udelt begejstret for: Efter at statsminister Anders Fogh Rasmussen i 2006 havde inviteret hende til møde om "integration for folkevalgte politikere med indvandrerbaggrund" på Marienborg protesterede Osmani i et læserbrev i Berlingske over betegnelsen "indvandrerpolitiker".